# Handschrift 370
Hs. 370 is een handschrift uit de 15e eeuw dat bestaat uit drie delen. Het eerste deel omvat 22 preken (homilieën) van Caesarius von Heisterbach ter ere van Maria; het tweede deel het Speculum Beatae Mariae Virginis van Konrad von Sachsen, en het derde deel een Tabula rerum praecipuarum totius Bibliae. Het handschrift is geschreven door Herman van Amsterdam, een kartuizer monnik en kopiist in het klooster Nieuwlicht (Nova Lux) bij Utrecht. Tegenwoordig wordt Hs. 370 bewaard in de Universiteitsbibliotheek Utrecht.

## Omschrijving
Het handschrift bestaat uit 161 kalfsperkamenten bladen (folia) van 215 x 145 mm. De preken van Caesarius staan op fol. 1r–68r, het Speculum Beatae Mariae Virginis van Konrad staat op fol. 68r–145v en het Tabula rerum praecipuarum totius Bibliae op fol. 146r–161v. Een aantal bladen heeft een gat in de marge. Op veel bladen is een prikking en lijnenpatroon zichtbaar. De bladen zijn in twee kolommen van dertig regels beschreven. De band van het handschrift bestaat uit houten platten die zijn overtrokken met bruin leer uit dezelfde tijd als het handschrift. Voor het dekblad aan de binnenzijde van het voor- en achterplat is onbeschreven maculatuur gebruikt. De band is blindgestempeld met een patroon van tripellijnen: een rechthoek die door twee diagonalen in vier driehoeken wordt gedeeld. Bij de hoeken van de rechthoek zijn kleine ronde stempels aangebracht. De band is voorzien van een klampsluiting. 

### Schrift
Het handschrift is door één kopiist geschreven in een gotische littera hybrida. De initialen zijn met rode inkt geschreven. De hoofdletters zijn met een streep rode inkt opgehoogd. Op meerdere bladen is ruimte voor een rubriek opengelaten, maar is deze niet ingevuld. De verschillende delen van het handschrift hebben geen titels of tussenkopjes.

### Decoratie
De initialen zijn vier regels hoog en zijn zonder penwerk uitgevoerd. De eerste initiaal van elk van de drie delen van het handschrift is zes regels hoog.

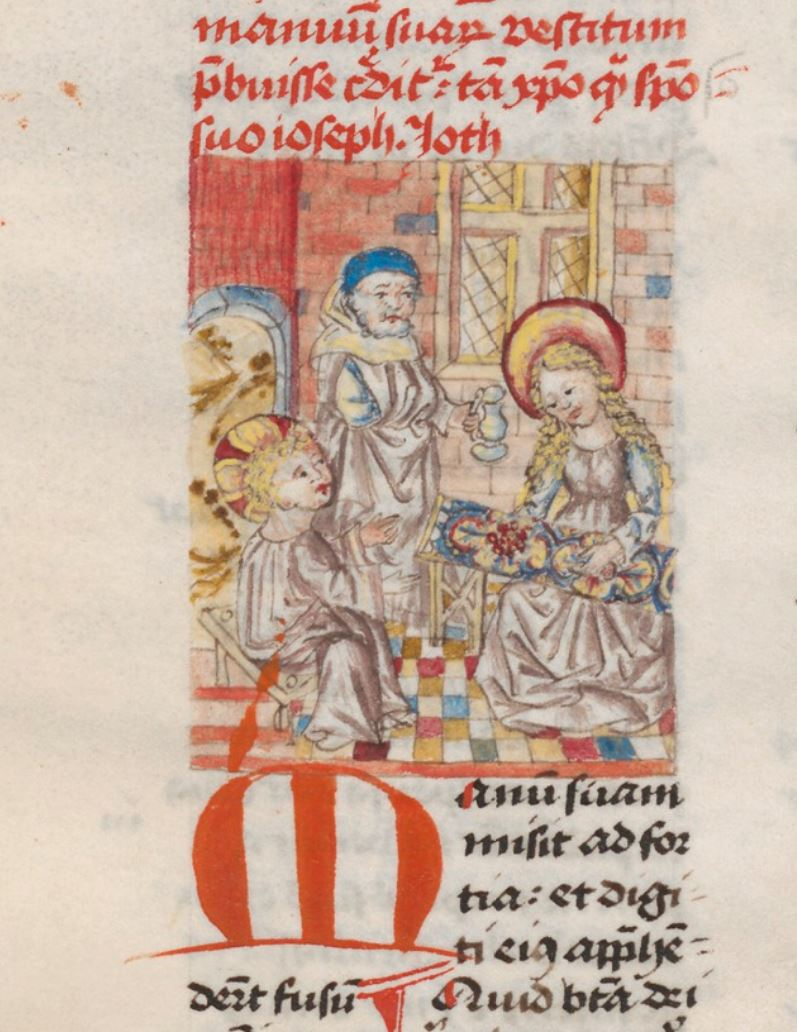
Miniatuur De heilige familie in Nazareth (fol. 26v).

Het handschrift heeft twee kolombrede miniaturen, die twaalf regels hoog zijn. De eerste miniatuur (Vlucht naar Egypte) is een afbeelding van de heilige familie in een landschap (fol. 18r). Op de achtergrond is een stad zichtbaar. De tweede (De heilige familie in Nazareth) is een afbeelding van Maria aan een borduurraam. Jozef en de jonge Jezus kijken toe (fol. 26v). De miniaturen zijn niet omlijst en in lichte kleuren geschilderd, voornamelijk geel, blauw, roze-rood en wit. In de eerste miniatuur heeft de heilige familie goudkleurige lichtkransen rond het hoofd. Op fol. 29v is ruimte opengelaten voor een derde miniatuur, die niet is vervaardigd. Er zijn sporen van een ondertekening zichtbaar. Mogelijk wordt hier Jezus in gesprek met de schriftgeleerden in de tempel afgebeeld.

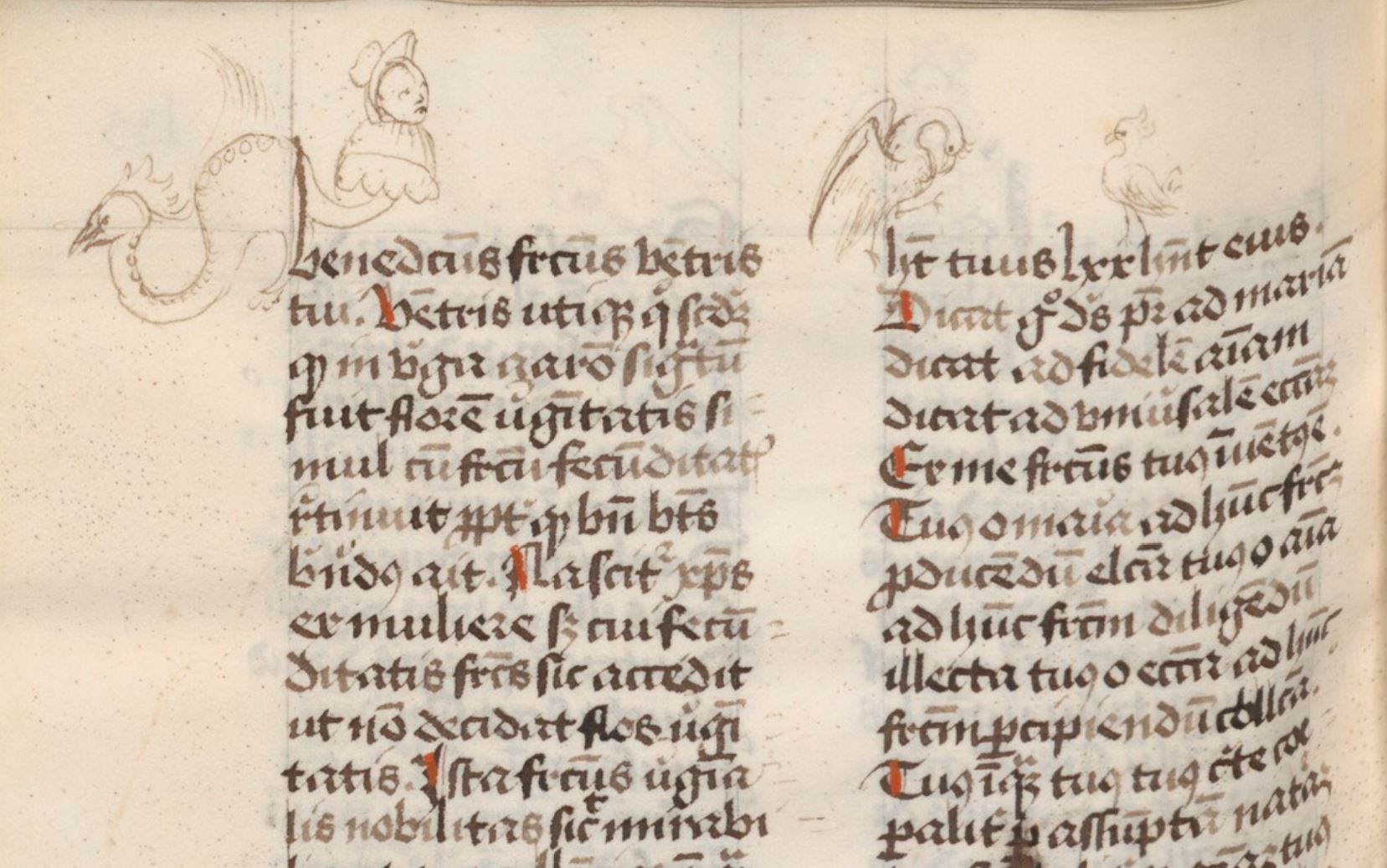
Drôlerie (links) en twee doodles (rechts) in de bovenmarge van fol. 133v.

Aan verschillende stokletters op de bovenste regels zijn drôlerieën van gezichten en dieren getekend (bijv. folia 110r, 112v en 133v).  Daarnaast zijn in de bovenmarge van enkele bladen door de kopiist en een latere lezer doodles getekend (bijv. fol. 133v).

## Geschiedenis
Schrijfarbeid werd door de Kartuizers als een vorm van ascese beschouwd. Het klooster had geen scriptorium waarin een geplande productie plaatsvond. De handschriften werden gekopieerd voor de eigen bibliotheek en zijn over het algemeen sober uitgevoerd.
De 22 preken ter ere van Maria zijn door Caesarius von Heisterbach geschreven. Zij worden onder één nummer (nr. 12) vermeld in een catalogus die Caesarius zelf samenstelde. Het oorspronkelijke manuscript met de preken is verloren gegaan, maar de tekst is in drie handschriften bewaard gebleven. Dit zijn naast het handschrift in de Universiteitsbibliotheek Utrecht de handschriften Berlijn, Staatsbibl. ms. theol. lat. qu. 368 en Mainz, Stadtbibl. 400b.
Het Speculum Beatae Mariae Virginis is waarschijnlijk tussen 1262 en 1272 geschreven. Het werd lange tijd als een belangrijk werk beschouwd en er zijn ca. 250 handschriften van bekend. Na de Middeleeuwen is het vaak ten onrechte aan de Italiaanse theoloog Bonaventura toegeschreven. Het Collegium S. Bonaventurae Quaracchi publiceerde in 1904 een kritische uitgave van de tekst.
De herkomst van het Tabula rerum praecipuarum totius Bibliae is onbekend. De titel is mogelijk een moderne titel, die de tekst pas later heeft gekregen.

## Inhoud
Voor de 22 preken ter ere van Maria nam Caesarius Spreuken 31: 10–31 als uitgangspunt. Deze Bijbeltekst is een “loflied op de sterke vrouw” in de vorm van een Hebreeuws alfabetgedicht. Dit is in het handschrift steeds te herkennen aan het laatste woord van de rubriek voor de preek. Zo staat voor de eerste preek “Aleph” en voor de tweede “Beth”. De letter van het alfabet is ook genoteerd, als de rubriek ontbreekt. Zo staat voor de derde preek “Gymel”. De rest van de rubriek is niet ingevuld. Aan het begin van het Utrechtse handschrift ontbreekt ook de toewijding aan Christus en het geloof die in de handschriften in Berlijn en Mainz staat.
In het Speculum Beatae Mariae Virginis beschreef Konrad een interpretatie van het Weesgegroet en een theologische doordenking van het geloof in Maria. Daarbij baseerde hij zich niet alleen op de Bijbel en de vroeg-christelijke kerkvaders, maar ook op middeleeuwse schriftgeleerden zoals de Franse abt Bernardus van Clairvaux. In het Utrechtse handschrift ontbreken twee hoofdstukken die in de kritische uitgave staan.
Het Tabula rerum praecipuarum totius Bibliae is een register met alfabetisch gerangschikte trefwoorden en verwijzingen naar hun vindplaats in de Bijbel. Andere informatie over deze tekst ontbreekt.